# Suore domenicane della Congregazione di Santa Caterina de' Ricci
Le Suore Domenicane della Congregazione di Santa Caterina de' Ricci (in inglese Dominican Sisters of the Congregation of Saint Catherine de' Ricci) sono un istituto religioso femminile di diritto pontificio: le suore di questa congregazione pospongono al loro nome la sigla O.P.

## Storia
La congregazione fu fondata nel 1880 a Glens Falls da Lucy Eaton Smith con il sostegno di Francis McNeirny, vescovo di Albany.
Inizialmente le suore si dedicavano alla direzione di case per ritiri spirituali (la loro centro di Albany-Troy Road fu il primo interamente dedicato ai ritiri per donne), poi assunsero anche la direzione di scuole parrocchiali (a Glens Falls, a Cohaes).
Le suore si diffusero rapidamente negli Stati Uniti (diocesi di Filadelfia, New York, Cincinnati, Santa Fe, Miami) e poi in Colombia e a Cuba, dove le loro tre scuole furono confiscate dal governo castrista nel 1961.
L'istituto, affiliato all'Ordine dei Frati Predicatori dal 14 marzo 1889, ottenne il pontificio decreto di lode il 12 giugno 1928 e l'approvazione definitiva il 18 gennaio 1938.

## Attività e diffusione
Le suore si dedicano alla direzione di case per ritiri spirituali, all'istruzione e all'educazione cristiana della gioventù e all'assistenza agli ammalati.
Sono presenti negli stati di Carolina del Nord, Florida, Michigan, Nuovo Messico, New York, Ohio, Pennsylvania, Rhode Island e Virginia; la sede generalizia è a Upper Darby.
Alla fine del 2008 la congregazione contava 71 religiose in 28 case.